# Прокофьев, Иван Прокофьевич
Ива́н Проко́фьевич Проко́фьев (1758—1828) — русский скульптор, академик Императорской Академии художеств.

## Биография
Иван Прокофьевич Прокофьев родился в 1758 году в Санкт-Петербурге. Он был сыном «закройного мастера по конюшенской части». В 1771 году из воспитательного училища при Императорской Академии художеств перешёл в скульптурный класс, руководимый Николя-Франсуа Жилле (1771—1776). Подобно другим одаренным ученикам этого педагога, он быстро овладел художественными знаниями и был удостоен различных академических наград: малая серебряная медаль (1772), большая серебряная (1773), малая серебряная медаль (1774) за композицию «Распятие», большая серебряная медаль за группу «Учитель, преподающий рисование», малая золотая медаль (1775) за барельеф «Жертвоприношение Авраама» и большая золотая медаль (1777) за«Проклятие Хама». Женская голова, изображающая «Презрение», принесла ему медаль «за выразительность».
В 1776 году Прокофьева перевели в класс «исторической скульптуры», где преподавал Ф. Г. Гордеев. В 1779 году его выпустили из Академии и отправили в качестве пенсионера в Париж для дальнейшего совершенствования. В качестве пенсионера петербургской Академии художеств он работал в Париже в 1779—1784 годах под руководством скульптора П. Жюльена. Молодой художник получил возможность увидеть произведения античности, Возрождения и барокко. Одновременно Прокофьев много работал с натуры. Он изучал пластическую анатомию и технику скульптуры в мраморе. Учёба шла успешно: Парижская академия присудила ему серебряные медали за «Моисея» и «Морфея», золотую медаль — за рельеф «Воскрешение мертвеца, брошенного на кости пророка Елисея» (1783).
В начале 1784 года Прокофьев вернулся в Россию. По дороге он останавливался в Берлине и Штеттине. Работая в Прусской академии, он выполнил несколько частных заказов на портреты. В Петербурге Прокофьев оказался летом 1784 года.

### «Актеон» и «Морфей»

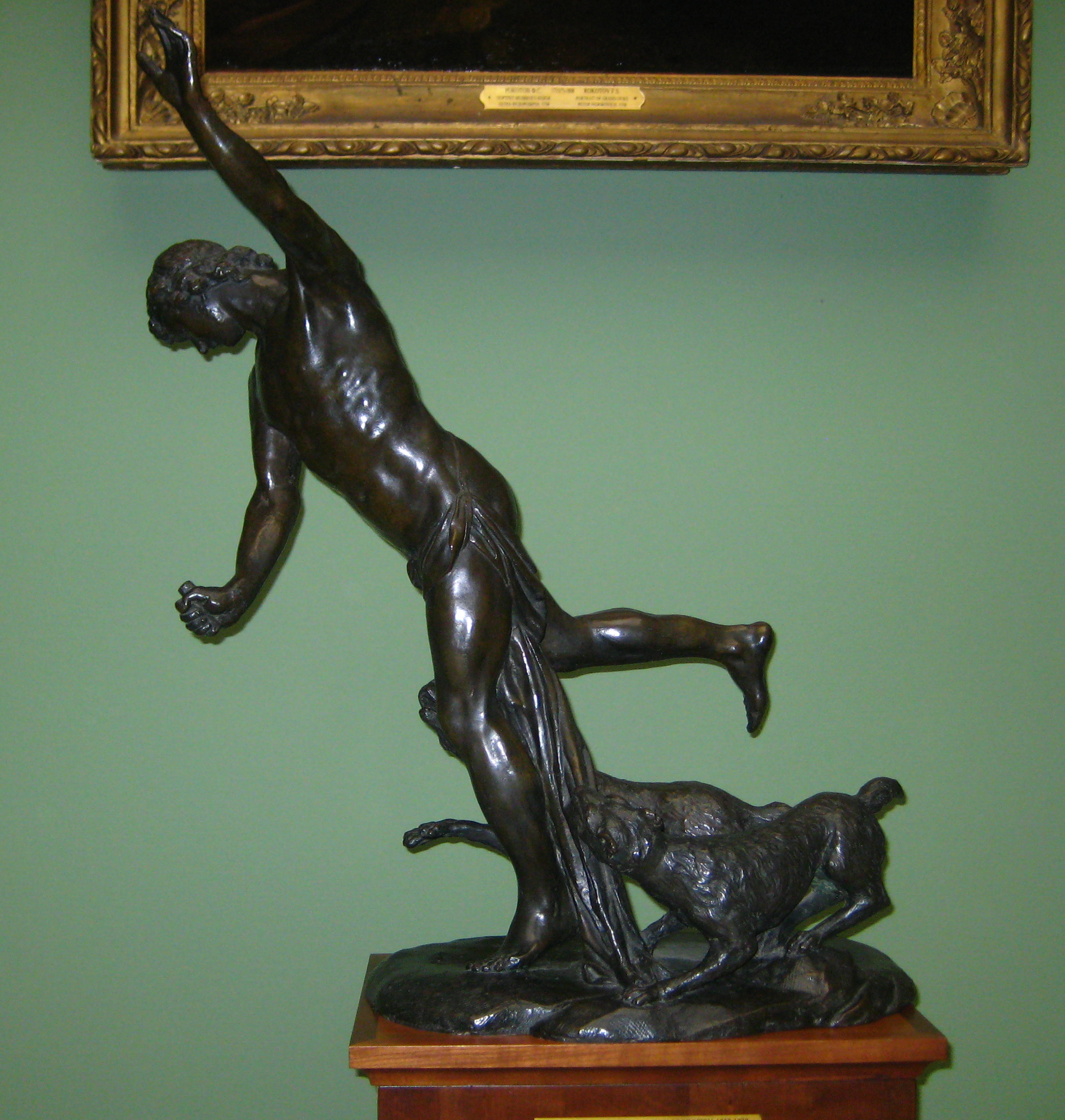
«Актеон, преследуемый собаками». 1785. ГТГ. Бронза

Академия художеств встретила молодого художника весьма приветливо. Уже в сентябре ему присудили звание назначенного в академики за скульптуру «Актеон, преследуемый собаками». Заданная профессором Гордеевым программа гласила: «Статуя Актеона, превращенного в оленя Дианой за то, что любопытством своим обеспокоил богиню, купающуюся со своими нимфами». «Актеона», одну из лучших своих статуй, скульптор выполнил всего за один месяц. В бронзовой статуе с большим мастерством Прокофьев передает сильное и легкое движение юной обнаженной фигуры. В профиль особенно отчётливо выступает гибкая линия силуэта бегущего юноши, преследуемого собаками Дианы. В первых значительных произведениях Прокофьева («Актеон» и др.), отмеченных динамикой композиции и изяществом силуэта, ещё заметно влияние рококо.

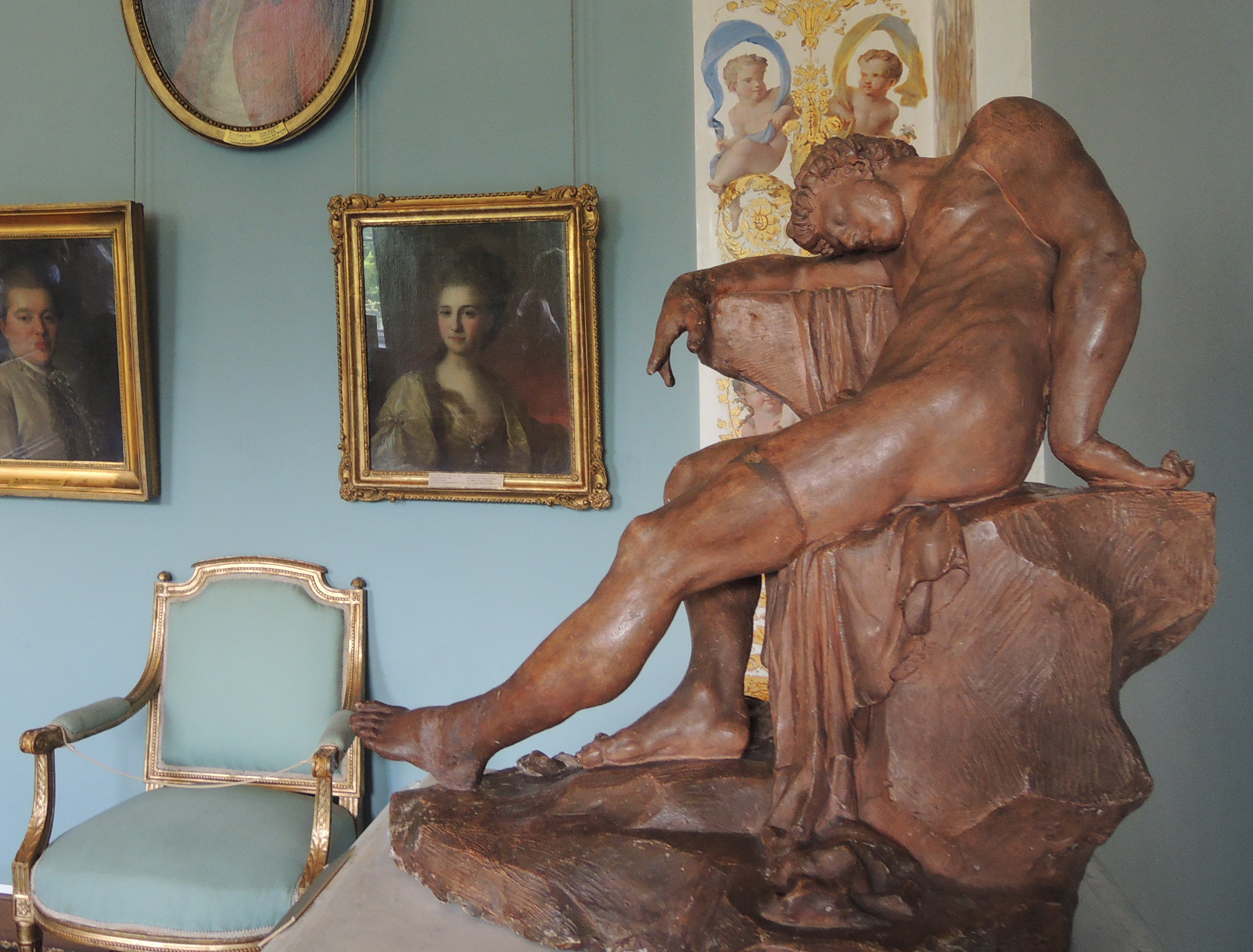
«Морфей»

В 1784 году Прокофьев получил звание академика за статую «Морфей» и назначен адъюнкт-профессором. Несколько его произведений приобрел Императорский Эрмитаж.
«Моисея» (1782) отличает суровая сила, в гневном и скорбном лице пророка, в повелительном жесте левой руки — монументальная обобщенность форм. В «Морфее», сделанном почти одновременно, нет никакой игры воображения или идеализации. Прокофьев не делает даже никакой попытки воплотить мифологический образ божества таинственных сновидений. Перед зрителем предстает лишь вылепленный с большим искусством юноша, заснувший в естественной позе.

### Государственные заказы
Значительная часть из 400 работ Прокофьева приходится на государственные заказы, притом довольно крупные. В этом ряду — его громадный фриз и другие работы в Казанском соборе, барельефы в Академии художеств, Павловском дворце, Публичной библиотеке, кариатиды в церкви Гатчинского дворца, фронтоны и статуи для нескольких церквей, статуи «Волхов» и «Акид» и группа тритонов петергофских фонтанов. Кроме того, Прокофьев выполнил для дворцов много рельефных панно и медальонов, мраморных, алебастровых и терракотовых фигур, групп и бюстов. Также академия неоднократно поручала ему работы по осмотру и реставрации скульптур в Петергофе, Гатчине и Павловске.
Отзывы о Прокофьеве современные критики давали чрезвычайно лестные. Они отмечали «яркое воображение, образованный и тонкий вкус, силу чувства и бойкое мастерское исполнение…», «живость мыслей и смелый мастерский резец», «произведения Прокофьева дышат жизнью. Смотря на них, мы забываем, что видим перед собой мрамор или бронзу, столько в них движения… Его терракотовые эскизы исполнены с большим чувством и смелостью. Рисунок у него крепкий и выразительный, особыми достоинствами обладают его барельефы».

### Бюсты Лабзиных

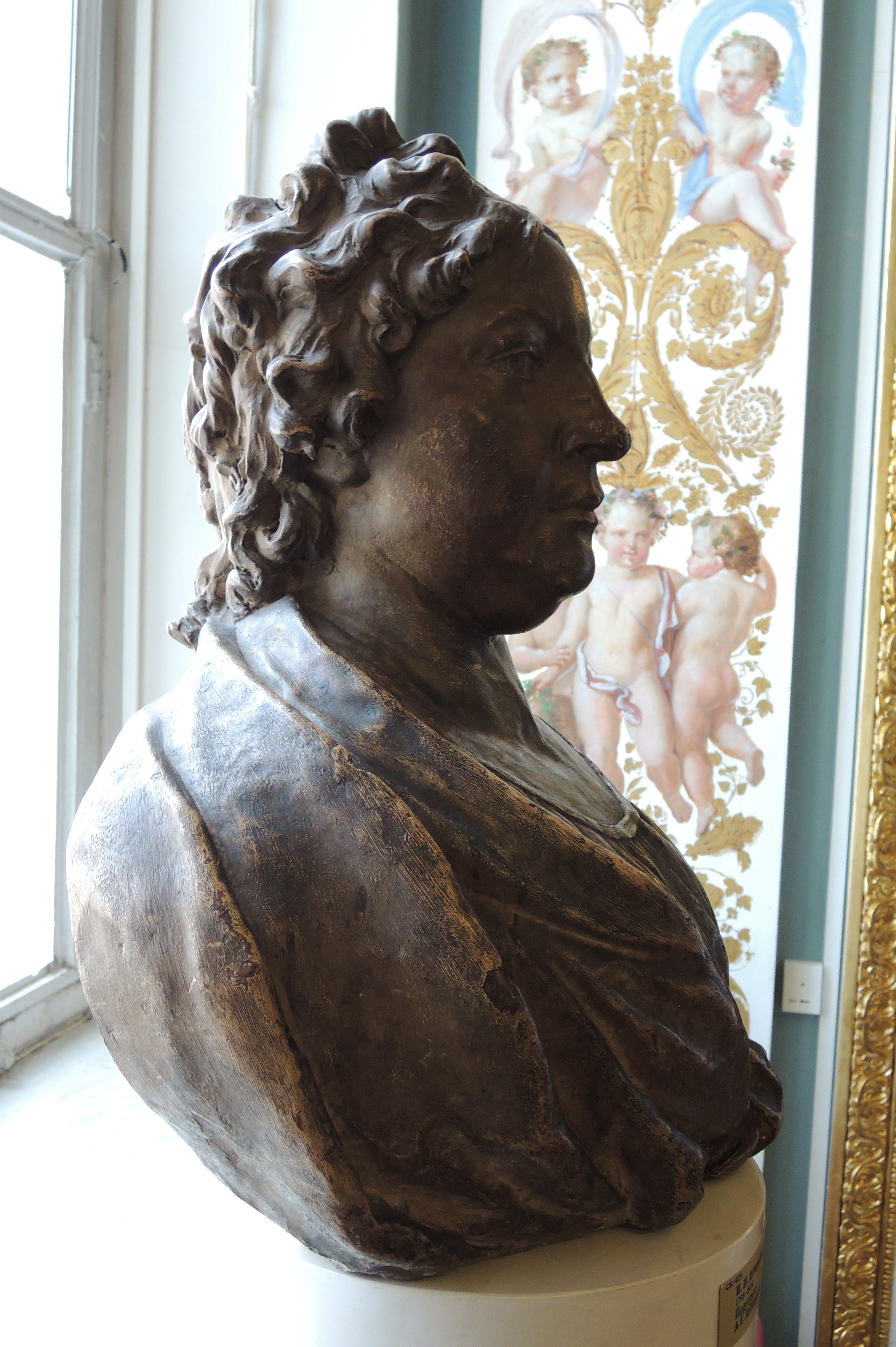
Бюст Лабзиной

Сохранились два прекрасных терракотовых бюста работы Прокофьева — Александра Лабзина и его жены Анны (1800). По простоте и интимности трактовки образов бюсты эти обнаруживают значительную близость к живописным портретам русских мастеров конца XVIII — начала XIX века. А. Ф. Лабзин изображен именно таким, каким описан в воспоминаниях современников: надменным, предприимчивым, насмешливым; полуоткрытый рот, живописная трактовка черт лица и волос усиливают ощущение жизни.

### Рельефы
Но больше всего работал Прокофьев как мастер рельефа, создав в этой области свой индивидуальный стиль, свою манеру. Особенности античного рельефа Прокофьевым были восприняты с большей последовательностью, чем другими представителями русского классицизма. Так, он воздерживается от пейзажно-пространственных мотивов в фонах, стремился строго придерживаться единства в высоте рельефа, а когда создает многофигурные композиции, то часто обращается к приему изокофалии (равноголовия). Произведениям Прокофьева присуща высокая культура в разработке драпировок, тонкое понимание их взаимоотношений с человеческим телом. Успокоенный и мерный ритм лежит в основе изображенных скульптором сцен. Художник постоянно сохраняет в трактовке человеческого тела чувственную мягкость. В его произведениях звучат обычно идиллические ноты.
Все это с наибольшей очевидностью выступает в обширной серии гипсовых рельефов Прокофьева, украшающих парадную лестницу Академии художеств (1785—1786), дворец Строгановых, Павловский дворец, а также чугунную лестницу Академии художеств (1819—1820).
Идиллические по духу рельефы в здании петербургской АХ (гипс, 1785—1786) и во дворце в Павловске (гипс, 1785—1787) с их мерным и плавным ритмом знаменуют переход к классицизму. Зрелое творчество Прокофьева многообразно.
В барельефах Академии художеств его композиционный талант проявился в полном блеске, несмотря на всю условность и отвлеченность таких сюжетов, как «Гений и художества», «Муза и гений искусства», «Живопись и скульптура» и пр. Эти барельефы — один из самых интересных декоративных ансамблей раннего русского классицизма.
Замечательны барельефы Прокофьева во дворце графа А. С. Строганова и в Павловском дворце. Здесь фигуры веселых детей и задумчивых богинь гармонично заполняют полукруглые плоскости наддверий и люнетов. Мастер тонко чувствовал архитектуру своего времени, поэтому силуэты тонко промоделированных фигур дополняют её простые и изящные членения. Барельефы к тому же отличаются игривой радостью жизни и непринужденной грацией.
Они представляют довольно сложные аллегории, посвященные в основном изображению различных видов художественного творчества. Тут «Кифаред и три знаменитейших художества», аллегории, посвященные скульптуре и живописи, и др. Прокофьеву удавались изображения детских фигурок. Порой эти фигурки олицетворяют такие трудные для пластического претворения понятия, как «Математика» или «Физика».

### Фонтаны
Прокофьев был одним из авторов пластического комплекса Петергофских фонтанов. В частности, он в начале XIX века исполнил для Петергофа статую «Алкид», аллегорическую фигуру «Волхов», парную к щедринской «Неве», а также полную движения группу «Тритоны».
Среди замыслов Прокофьева видное место занимал проект Петергофских фонтанов, названный «Триумф Нептуна». Он остался в стадии вполне разработанной модели. «Эта вещь сходна по сюжету с его же „Тритонами“, украшавшими большой каскад, — пишет А. Г. Ромм, — но сюжет претворен в каждом из этих произведений по-разному. Тритоны оживлены резвым движением, группа образует прихотливо изогнутую арабеску. Сросшиеся у основания морские божества изгибаются затем в разные стороны: силуэт группы, подобный вееру, как бы повторяет параболический взлет водяных струй, а сотни отблесков порывисто и неровно моделированной бронзы — игру солнечных лучей, отраженных в брызгах фонтана. Эта ажурная, живописно трактованная группа как бы растекается в пространстве, растворяется в свете. Движение в группе „Триумф Нептуна“ ещё неудержимее и разнообразнее. Резвость и легкая ажурность „Тритонов“ переходят здесь в мощность и массивность.
Прокофьеву удалось в „Триумфе Нептуна“ олицетворить без надуманного аллегоризма грозную силу бурной стихии. Морской ветер мы узнаем в развевающемся плаще Нептуна, движение волн — в резких движениях вздыбленных коней и фантастических водителей. Группа напоена стихийной жизнью, богата контрастами глубоких темных углублений и выдвинутых вперед освещенных частей. В ней несколько противоборствующих сил, так как движения направлены по различным осям. Однако все это замкнуто в крепкую нерушимую оболочку, сведено к пластическому единству. „Триумф Нептуна“ — наглядная иллюстрация к тому положению, что скульптурная группа не составляется из отдельных кусков, но должна быть заранее задумана как нечто цельное и неделимое».
Для Казанского собора Прокофьев создал в 1806—1807 годах колоссальный рельефный фриз на тему «Медный змий». Этот фриз завершил западный портик собора, в то время как восточный был увенчан барельефом Мартоса на тему «Истечение Моисеем воды в пустыне». «Медный змий» с его мятущимися фигурами, данными в сильном движении, — наиболее драматическое произведение Прокофьева.
А. Г. Ромм отмечает: «Необходимо все же оценить по достоинству выдающееся мастерство, с каким сгруппированы многочисленные фигуры „Медного змия“, а главное, плодотворную основную идею, на которой зиждятся трактовка сюжета, развитие движений и выбор мотивов. Красной нитью проходят через фриз две психологические темы, два душевных состояния: слабость, изнеможение, отчаяние, близость к смерти, а с другой стороны — надежда на исцеление, напряженные усилия спастись от близкой гибели или спасти других. Какое разнообразие чувств запечатлено художником в этой толпе, потрясаемой страхом, жгучей болью, состраданием, внезапно вспыхнувшими чаяниями, страстной борьбой за жизнь! Одни лежат в изнеможении, другие простирают руки с мольбой, третьи стараются поднять лежащих, поддерживают или несут ослабевших, чтобы подвести их поближе к источнику исцеления или хотя бы заставить их взглянуть на спасительное изваяние. В борьбе с силами зла, где ярко проявляются благородные помыслы человека, отражены его заботы о немощных и страдающих, человеческая солидарность, любовь и милосердие».

### Конец жизни
Прокофьев был превосходным мастером небольшого скульптурного эскиза и выдающимся рисовальщиком. Среди его рисуночных эскизов имеются значительные по своему патриотическому содержанию проекты конного изваяния Ивана Грозного, аллегорического барельефа для памятника Минину и Пожарскому, надгробного памятника Барклаю де Толли.
На портрете работы Шамшина уже пожилой Прокофьев кажется жизнерадостным. Мастер производит здесь впечатление гармоничной натуры. Это человек целеустремленный, исполненный чувства достоинства.
Но далеко не безоблачно сложилась жизнь мастера. Карьера не оправдала ожиданий Прокофьева. Подводя итоги его биографии, анонимный автор статьи, напечатанной в «Отечественных записках» за 1828 год, писал: «При огромном трудолюбии и таланте Прокофьев часто оставался без работы, отстал в благосостоянии и в почестях от своих сотоварищей. К сожалению, причиной тому была благородная самонадеянность, которую заимствовал он в чужих краях, но от которой отечественные художники часто остаются без хлеба».
Профессорское звание Прокофьев получил только в 1800 году, а звание старшего профессора он получил лишь в 1819 году и дальше не пошёл. Скорее всего, скульптор не сумел поладить с академическими верхами.
Материальное положение Прокофьева, вероятно, было не блестящим. Одновременно с настоящей творческой работой ему приходилось брать много заказов полуремесленного характера.
В 1821 году Прокофьева постигло большое несчастье. Во время занятий в Академии с ним случился удар, правая рука и нога были наполовину парализованы. Несмотря на это, он продолжал работать, закончив, очевидно, с чьей-то помощью четыре крупных рельефа для Военно-сиротского корпуса. Последней его работой по скульптуре был портретный бюст польского писателя Трембицкого (1822).
В свои последние годы жизни Прокофьев не был совсем забыт. Академия художеств, как бы там ни было, продолжала высоко ценить художника, в частности как педагога. Именно ему передали осиротевший класс самого Козловского. Кроме того, Прокофьев состоял руководителем медальерного класса и преподавал рубку в мраморе.
А через два года после его смерти, в 1830 году, Академия сообщила в ответ на запрос Министерства императорского двора: «Прокофьев почитался в числе знаменитых художников…»

## Произведения
- «Актеон, преследуемый собаками», бронза, 1784. Третьяковская галерея; Русский музей
- «Морфей»
- «Моисей» (1782)
- рельефы в здании петербургской АХ, украшающие парадную лестницу Академии художеств (гипс, 1785—1786), а также чугунную лестницу Академии художеств (1819—1820). Сюжеты: «Гений и художества», «Муза и гений искусства», «Живопись и скульптура»
- фигура «Минервы с атрибутами художеств» увенчивала до 1918 года купол здания Академии художеств[2].
- рельефы в Павловском дворце (гипс, 1785—1787)
- рельефы во дворце Строгановых,
- громадный фриз и другие работы в Казанском соборе, в том числе рельеф «Поклонение медному змию» на аттике Казанского собора (камень, 1805—1806).
- барельефы в Публичной библиотеке,
- кариатиды в церкви Гатчинского дворца
- декоративные статуи «Волхов» и «Акид» и группы тритонов для фонтанов Петергофа («Тритоны», бронза, 1800)
- Проект Петергофских фонтанов, названный «Триумф Нептуна» (модель).
- Портреты А. Ф. и А. Е. Лабзиных; оба — терракота, 1802, Русский музей